# Whitfordiodendron scandens
Whitfordiodendron scandens là một loài thực vật có hoa trong họ Đậu. Loài này được Adolph Daniel Edward Elmer mô tả khoa học đầu tiên năm 1910 dưới danh pháp Whitfordiodendron scandens. Năm 1994, Anne M. Schot chuyển nó sang chi Callerya. Năm 2019, Compton et al. phục hồi lại chi Whitfordiodendron và chuyển nó trở lại chi này trong vai trò của loài điển hình của chi.

## Phân bố
Loài đặc hữu Philippines.